# Ulrich VI de Wurtemberg
Pour les articles homonymes, voir Ulrich de Wurtemberg.

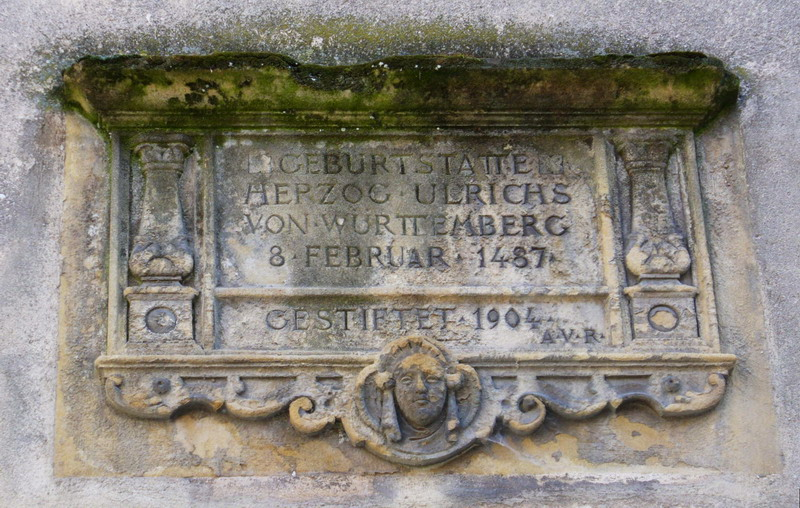
Plaque à la mémoire d'Ulrich du Wurtemberg en Alsace

Ulrich VI de Wurtemberg (8 février 1487 à Riquewihr en Alsace - comté de Horbourg) – 6 novembre 1550 à Tübingen) succède à son oncle Eberhard VI de Wurtemberg comme duc de Wurtemberg et comte de Montbéliard en 1498. Il n'exerce ces charges qu'à partir de 1503, avec du reste plusieurs interruptions.

## Biographie
Ulrich,  fils du comte Henri de Wurtemberg et de sa première épouse Élisabeth de Bitsch. Il est élevé à la cour de Stuttgart par son cousin Eberhard V le Barbu. Il n'a que 11 ans lorsqu'il arrive sur le trône. Élevé à la dignité de duc, il est désormais Ulrich Ier.
On l'entoure d'un conseil de régence pour le représenter à Montbéliard. Ce conseil, appelé Cour de Chancellerie, ne fut dissous qu'à la Révolution française. Il racheta les terres des sires de Neuchatel-en-Bourgogne (domaines proches du comté de Montbéliard) dont la famille tombait en déliquescence, pour un montant de 6000 florins d'or. L'affaire donna lieu à d'interminables procès.
En 1504, Ulrich sert le roi Maximilien Ier du Saint-Empire durant la guerre de succession de la Bavière, puis dans diverses expéditions, notamment contre la France en 1513. Ses relations avec les princes de Souabe sont très tendues. Il est déjà très impopulaire, car il accable ses sujets d'impôts exorbitants pour satisfaire son goût pour le luxe et les plaisirs. En 1515, il fait tuer (ou tue lors d'une altercation) un chevalier, Hans von Hutten, parent de Ulrich von Hutten, dont la femme est sa maîtresse. Sa femme et plusieurs chevaliers le quittent, il est alors placé par l'empereur au ban de l'Empire.
Après le décès de Maximilien (1519), les princes du Wurtemberg le chassent. Exilé, il part vers la Suisse, l'Allemagne et Montbéliard. Il commet divers brigandages et se met au service de François Ier. Il devient protestant et intervient dans la Révolte des Rustauds, avec comme arrière pensée la récupération du Wurtemberg.
Tout à son projet de reconquérir son duché, Ulrich cède en 1526 à son demi-frère Georges  (en tant que gouverneur), le comté de Montbéliard et les seigneuries dépendantes, avec clause de rachat. Ulrich lui reprend ensuite toutes les terres de Montbéliard pour les vendre cette fois à François Ier, roi de France, sous condition de rachat. L'affaire dure peu ; le temps à Ulrich de lever une armée pour reconquérir son duché de Wurtemberg, et il rachète le comté de Montbéliard à François Ier…Il échoue finalement, les protestants ne l'aidant guère. Il doit repartir en exil.
En 1534, grâce à l'affaiblissement de la ligue Souabe et des Habsbourg, et avec l'aide de Philippe Ier de Hesse et de François Ier, il reconquiert le duché, Ferdinand Ier du Saint-Empire défendant mollement celui-ci. Il est finalement reconnu duc par Ferdinand mais le duché reste sous la dépendance de la couronne d'Autriche. En 1534 il introduit la Réforme dans le Wurtemberg et donc à Montbéliard, et prend possession des biens de l'Église. Pour une meilleure administration des biens de l'Église maintenant protestante il réunit ses biens sous une administration séparée de celle du duché. Le Wurtemberg renforce considérablement le poids des princes protestants en Allemagne. Ulrich perd de nouveau sa popularité pour les violences commises. Il rejoint en 1536, la Ligue de Smalkade ce qui ruine le duché. Charles Quint le dépossède de plusieurs places fortes, reçoit une forte compensation financière, et voit Ulrich s'humilier devant lui en venant en tant que suppliant à Ulm. Mais contrairement au désir de Ferdinand, Charles Quint lui permet de garder son duché.
Ulrich fit venir à Montbéliard le prédicateur Guillaume Farel, dont la légende voudrait qu'il préchât la Réforme debout sur la « pierre à poissons » (cet étal à poissons est toujours en bonne place au cœur de la cité). La Réforme religieuse (le Luthéranisme) fut définitivement établie en 1541.
Quelques sujets de discordes s'étant élevés entre Ulrich et son demi-frère Georges, ce dernier quitta le comté pour se retirer dans les seigneuries d'Alsace (Riquewihr et Horbourg). Ulrich confia alors le comté de Montbéliard à son fils unique, Christophe de Wurtemberg, en qualité de gouverneur (1542).
En 1550, Ulrich mourut à Tubingen. Son fils Christophe de Wurtemberg lui succéda dans tous ses états.

## Mariage et descendance
Le 2 mars 1511, Ulrich épousa Sabine de Bavière (* 24 avril 1492 à Munich ; † 30 août 1564 à Nürtingen), fille du duc Albert IV de Bavière. De cette union, sont issus deux enfants :
- Anne (* 30 janvier 1513 ; † 29 juin 1530 à Urach).
- Christophe (né le 12 mai 1515 à Urach ; † 28 décembre 1568 à Stuttgart) ; ⚭ Anne-Marie de Brandebourg-Ansbach (* 28 décembre 1526; † 20 mai 1589)

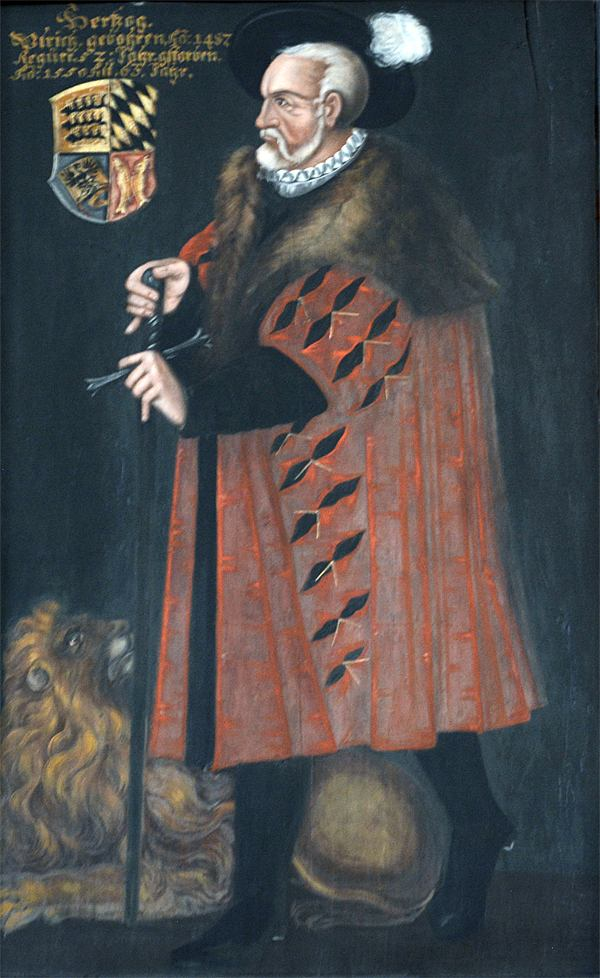
Portrait du duc Ulrich, peinture à l'huile réalisée par l'artiste post-mortem
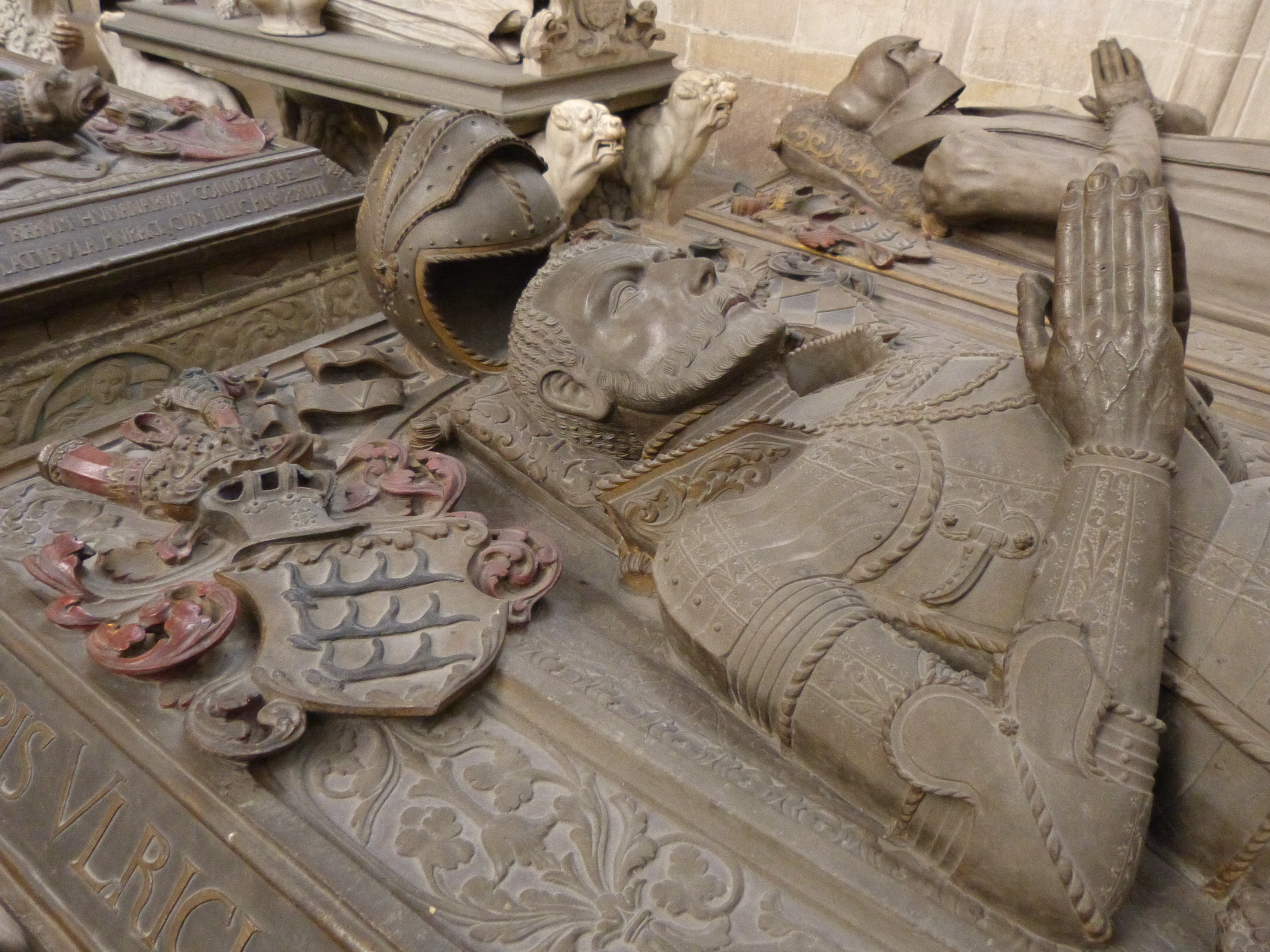
Tombe d'Ulrich dans la collégiale de Tübingen, Bade-Wurtemberg

## Sources
- Ulrich, Herzog zu Württemberg, LF Heyd (Tübingen, 1841-1844)
- Ulrich, Herzog zu Württemberg, B Kugler (Stuttgart, 1865)
- Fünf Jahre Württembergischer Geschichte 1515-1519, H Ulmann, (Leipzig, 1867)
- Geschichte des deutschen Volks seit dem Ausgang des Mittelalters, Johannes Janssen  (Freiburg, 1890, Eng. tr.)
- Wirtembergische Geschichte. Bd. iv., CF von Stalin (Stuttgart, 1873)
- Philipp der Grossmuthige von Hessen und die Restitution Ulrichs von Wirtemberg, J Wille, (Tübingen, 1882).
- Le Roman d'une Principauté. D. Seigneur. Éditions Cêtre, Besançon.